# Palazzo Morandolo Attendolo Bolognini
A Palazzo Morando Attendolo Bolognini (vagy csak Palazzo Morando) egy milánói palota, a Museo di Milano várostörténeti múzeum otthona.

## Története
A 18. században épült palotát 1945-ben adományozta a városnak az Attendolo Bolognini család. A városvezetés ekkor ide költöztette át a korábban a Palazzo Sormaniban székelő várostörténeti múzeumot.

## Leírása
A palotát a 19. század során átalakították, de megőrizte eredeti, 18. századi barokk homlokzatát. A piano nobile szintjére hatalmas lépcsősor vezet. A lakosztályokban megőrződtek az eredeti freskók, melyeket [Giovan Antonio Cucchi] festett.

## Múzeum
A múzeum kronologikus sorrendben kiállított dokumentumokat, bútorokat, festményeket, rajzokat, érméket, hasznalati tárgyakat mutat be a város múltjából. 1963-ban rendezték be ugyanebben az épületben a legújabb kori történelmi kiállítást is. A múzeum részét képezi az Attendolo Bolognini család magángyűjteménye is.